# (249520) Luppino
(249520) Luppino est un astéroïde de la ceinture principale.

## Description
(249520) Luppino est un astéroïde de la ceinture principale. Il fut découvert le 14 février 2010 à Haleakala par Pan-STARRS 1. Il présente une orbite caractérisée par un demi-grand axe de 3,44 UA, une excentricité de 0,13 et une inclinaison de 7,3° par rapport à l'écliptique.